# Amazonas 3
O Amazonas 3 é um satélite de comunicação geoestacionário espanhol, que foi construído pela Space Systems/Loral (SSL). Ele está localizado na posição orbital de 61 graus de longitude oeste e é operado pela Hispasat. O Amazonas 3 transmite na maioria dos canais de televisão em português e espanhol. O satélite foi baseado na plataforma LS-1300 e sua expectativa de vida útil é de 15 anos.

## História
A Hispasat ordenou, em julho de 2010, a construção do satélite Amazonas 2; o mesmo foi baseado na plataforma de satélite LS-1300. O Amazonas 3 substituiu e expandiu o serviço do satélite Amazonas 1, em 61 graus oeste.

## Lançamento
O lançamento do satélite ocorreu com sucesso no dia 7 de fevereiro de 2013 às 21:36 UTC, por meio de um veículo Ariane 5 ECA, a partir do Centro Espacial de Kourou, na Guiana Francesa juntamente com satélite Azerspace 1/Africasat 1a. Ele tinha uma massa de lançamento de 6.254 kg.

## Capacidade do satélite
O Amazonas 3 é equipado com 33 transponders em banda Ku e 19 transponders em banda C para fornecer uma gama completa de serviços de telecomunicações para o Brasil, América Latina e Estados Unidos. Também estão incluídos 9 feixes pontuais de banda Ka, proporcionando a primeira cobertura deste tipo de banda para a América Latina.

## Cobertura
Após o seu lançamento e testes no espaço, foi colocado em órbita geoestacionária, a 61 °W, de onde presta serviços de comunicação para a América do Norte e América do Sul. Espera-se que permaneça em serviço pelo menos até 2028.

## Operadoras de TV
O Satélite Amazonas 3, em conjunto com o Amazonas 2, presta serviços para várias operadoras de TV por assinatura.
As operadoras são: Vivo TV, CTBC TV e Movistar TV Digital Latinoamérica.